# Мой Говорящий Том
«Мой говоря́щий Том» (англ. My Talking Tom) — мобильная игра в жанре симулятора питомца, разработанная словенской компанией Outfit7. Является аналогом 2D-игры с таким же жанром Pou, но, в отличие от неё, выполнена в 3D-графическом формате. Она переведена на множество языков и является четырнадцатой игрой в серии «Говорящий Том и друзья».
Релиз игры состоялся 11 ноября 2013 года на Android, а 13 ноября того же года — для iOS. Через 11 дней после добавления игры в App Store она была скачана 300 млн пользователей из 135 стран мира.
3 ноября 2018 года состоялся релиз второй части игры «Мой Говорящий Том 2». В 2022 году на iOS вышла игра My Talking Tom+.

## Игровой процесс
Вместе с выпуском игры в магазинах приложений появилась одинаковая предыстория сюжета игры, в которой говорилось, что первые хозяева Тома отказались от него и что он является подкидышем (этим и объясняется первая сцена, в которой Том беспомощно высовывает лапы из картонной коробки).
Суть игры в выращивании и вскармливании маленького бездомного серого котёнка — Тома, которого можно назвать по-своему. В верхнем левом углу находится круг с цифрами и зелёной полосой. Длина полосы показывает, сколько осталось до перехода на новый уровень. С новыми уровнями открываются новые вещи, еда и многое другое, что можно покупать за игровые деньги. По мере переходов на другие уровни Том будет расти. Внизу на экране расположены изображения: улыбка, вилка и ложка, унитаз и полумесяц со звёздами. Они означают: радость, сытость, удовлетворённость в нуждах и сонливость. Чем больше указанный над знаком процент и чем больше на знаке зелёного цвета, тем счастливее и бодрее будет выглядеть Том. При падении любого процента до 30 и меньше часть, бывшая ранее белой, становится красной на знаке. При падении какого-либо процента до нуля весь знак становится красным. От знака счастья стрелочкой ведётся путь до знака в виде джойстика — это портал для мини-игр. Всего мини-игр пятнадцать: «Летающий Том», «Соединения», «Память», «Бабл-шутер», «Башня из тортов», «2048», «Разбей кирпичи», «Космическое пианино», «В дорогу!», «Желейка», «Побег Тома», «Пазлы», «Салют», «Только вверх!», «Радуга».
Том может повторять синтезированным голосом, слова, произнесённые в течение до 25 секунд на расстоянии до 10 метров от него, «вслушиваясь» в них — «прислоняя» ухо к экрану. Если поводить по экрану пальцем, он будет следить за движениями игрока, крутя и поднимая голову, водя глазами туда-сюда. Также, заплатив игровые деньги или посредством входа в Facebook или ВКонтакте, можно посетить друзей Тома со всего мира.

## Скандалы
Приложение содержало несоответствующую возрасту рекламу услуг для взрослых. В 2015 году Управление по стандартам рекламы (ASA) Великобритании постановило, что реклама сайта для взрослых была показана несовершеннолетним через приложение. ASA отметило, что Outfit7 «имела строгую рекламную политику», но что компания «не смогла определить, какая рекламная сеть разместила несоответствующую возрасту рекламу в детском приложении» и как эта реклама была показана в приложении.

## Награды
- «Лучшая игра для iPad: дети, воспитание и семья» от The Tabby Awards 2014[4]
- «Лучшая игра для Android: головоломки, карты и семья» от The Tabby Awards 2014[5]